# Błuże (przystanek kolejowy)
Błuże (biał. Блужа; ros. Блужа) – przystanek kolejowy w miejscowości Błuże, w rejonie puchowickim, w obwodzie mińskim, na Białorusi. Położony jest na linii Homel - Żłobin - Mińsk.